# Evaristo Arnús
Evaristo Arnús y Ferrer (Barcelona, 21 de marzo de 1820 - Barcelona, 2 de diciembre de 1890) fue un banquero, financiero y hombre de negocios español, uno de los personajes más destacados de la alta burguesía barcelonesa del siglo XIX.

## Biografía

### Primeros años
Evaristo Arnús nació en Barcelona el 21 de marzo de 1820, y al día siguiente fue bautizado en la catedral. Era hijo de Andrés Arnús y de Pujol y de Maria Vicenta de Ferrer y de Garcini, ambos naturales de Barcelona. Por vía paterna era nieto del notario Miguel Arnús y Pla y de María Teresa de Pujol, y por vía materna, del abogado Bonaventura de Ferrer y Singla y de Maria Francesca Garcini, de la materna. Los Arnús eran una familia originaria de Francia, llamada Arnoux, que en algún momento se instaló en Cataluña.
El 1846 se casó en primeras nupcias con Rita Comas y Cañas, pero el matrimonio apenas duró un año, porque en 1847 Rita murió por causas derivadas de un parto. Tres años más tarde, el 1850, contrajo matrimonio por segunda vez con Balbina Oliveras y Comerma, nacida en una familia originaria de la Plana de Vic, con quien tuvo dos hijos, Emilio y Andrés, muerto con solo ocho años debido a la difteria, una muerte que marcó para siempre la vida de Evaristo Arnús.

### Actividad financiera
Durante la década moderada, aprovechando el auge de la bolsa, se inició en el mundo bursátil barcelonés. Primero trabajó como colaborador de varios corredores de cambios, y más tarde, en 1846, coincidente con el año del crac de la bolsa de Madrid, empezó a actuar de manera independiente y estableció su propia correduría. El 15 de marzo del mismo año fue admitido como corredor de cambios al Colegio de Corredores Reales de Cambios de Barcelona, institución con la cual tuvo vinculación hasta 1887.
Durante los primeros años fue escalando posiciones y aumentando su prestigio hasta que el 1852 fundó su propia casa de banca, que se especializó en inversiones bursátiles, operando en Barcelona, Madrid y París, y que aconteció en una de las principales bancas de Cataluña. El 1864 abrió sus oficinas, construidas expresamente en el pasaje del Reloj. Se especializó en las inversiones en bolsa. Asesoró a la burguesía catalana  en los valores de renta fija, especialmente en obligaciones ferroviarias, pero siempre evitando las operaciones de crédito.
En el ámbito bursátil, acostumbrado a este tipo de negocios desde su época de corredor de cambios, aprovechó el periodo de la fiebre de oro para hacer negocios provechosos, se afirma que fruto del conocimiento, de su capacidad y nunca de la casualidad. En este ambiente, en 1860 fue el principal promotor del Casino Mercantil, que fue el principal centro de contratación de valores bursátiles durante la fiebre de oro.
Su hijo Emilio nunca tuvo interés en continuar los negocios financieros familiares, y esto hizo que Evaristo legara la banca y los valores bursátiles a su sobrino Manuel Arnús y Fortuny. Aun así, dejó el emblemático edificio del pasaje del Reloj a su nieto Gonzalo, donde provisionalmente se instaló la Banca Manuel Arnús y Cía. Cuando en 1908 Gonzalo logró la mayoría de edad, pidió la ejecución del testamento de su abuelo, pero Manuel Arnús se  opuso, porque el edificio del banco era muy reconocido entre los barceloneses. Las dos partes no se llegaron a entender, y, por un lado, Manuel disolvió la entidad bancaria y fundó otra llamada Sociedad Anónima Arnús-Garí, asociado con Josep Garí y Cañas. Gonzalo, aconsejado por su amigo y abogado Francesc Cambó, fundó en 1910 la Banca Arnús, a pesar de que no contó con el apoyo de capital catalán y la participación fue mayoritariamente francesa, se quedó a la antigua sede del pasaje del Reloj y el 1918 también acabó adquiriendo  el edificio de la “Maison Dorée” de la Plaza de Cataluña (Barcelona), manteniendo ambas en su propiedad.

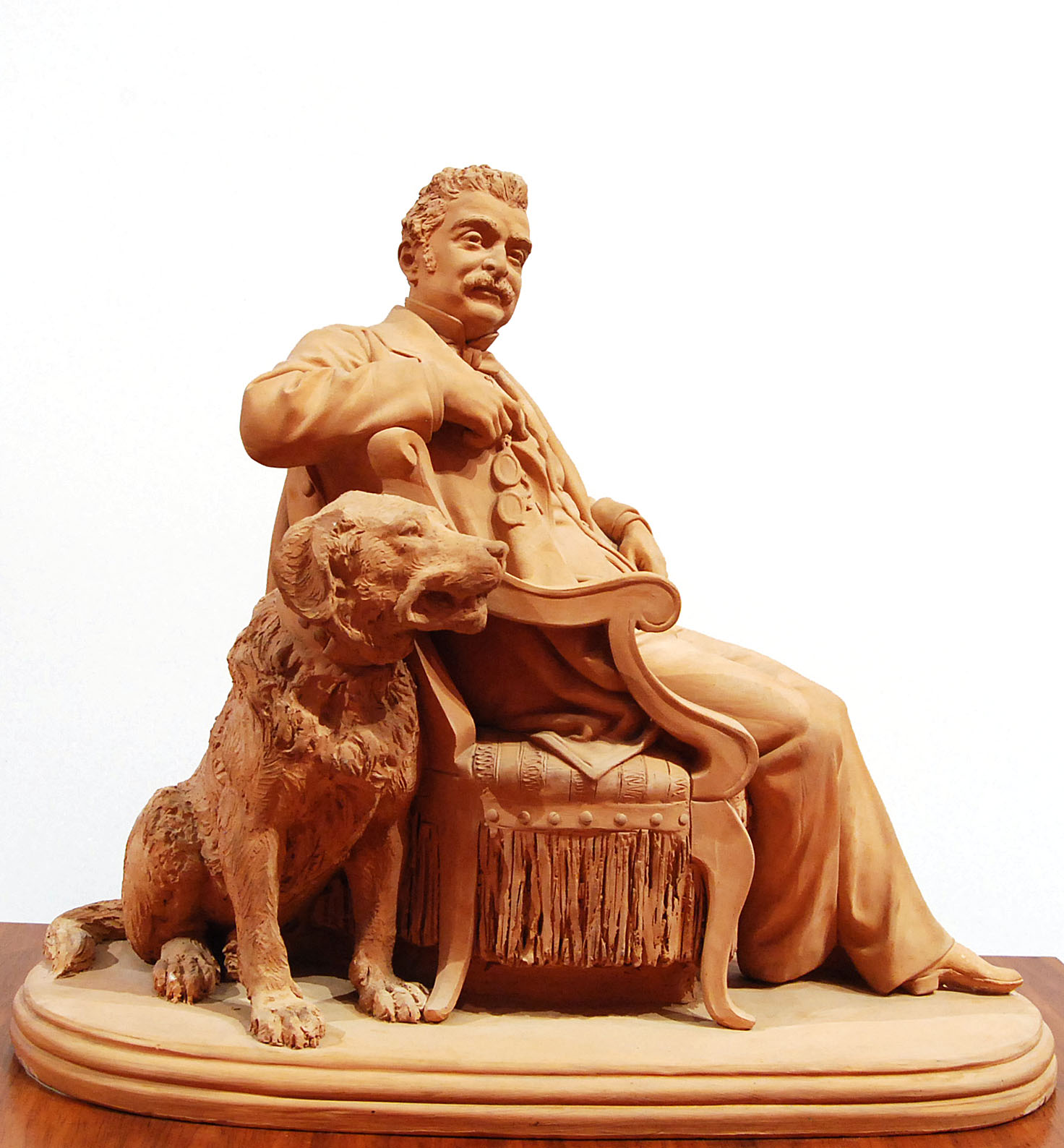
Evaristo Arnús por Venancio Vallmitjana, conservado en la Biblioteca Museo Víctor Balaguer.

Antes de la revolución de 1868, se mostró próximo a la Unión Liberal de O'Donnell. A raíz de la proclamación de la Primera República en 1873, se integró en el trabajo del alta burguesía catalana a favor de la restauración monárquica en la persona de Alfonso XII. Su participación política se volvió más destacada a la Restauración. Fue uno de los impulsores de la Liga de Orden Social, fundada por Manuel Durán y Bas, y entre 1873-1874 fue uno de los 170 hombres del listado confeccionado por Antonio Cánovas del Castillo y Durán y Bas para poner en funcionamiento el nuevo sistema monárquico a la ciudad de Barcelona. Restaurada la monarquía se integró primero al Partido Liberal Conservador, del cual el 1879 consta como director del Comité Conservador-Liberal de Barcelona, que se encargó de la candidatura electoral conservadora. Posteriormente, probablemente el 1881, se integró al Partido Liberal Fusionista, dirigido por Práxedes Mateo Sagasta, con quien Arnús mantenía una buena amistad, además de compartir los ideales librecambistas, una posición económica extraña en el contexto catalán del momento.
Fue diputado por Badalona varias veces, entre febrero de 1874 y diciembre de 1881, revalidando los cargos dos golpes durante el periodo, a las elecciones de 1875 y 1880. En 1880 fue elegido senador por Barcelona a las Cortes de 1881-1884, y se convirtió en senador vitalicio a partir de marzo de 1887, cosa que significó un salto cualitativo en su carrera política. Como senador, sus intervenciones parlamentarias fueron escasas, y siempre por temas muy concretos; habitualmente se desplazó a Madrid para dirigirse a los senadores para defender sus intereses en proyectos que lo afectaban directamente, especialmente en los valores ferroviarios, cómo la supresión del 10 % de recargo adicional a los billetes de ferrocarril, o para votar en contra del tratado de comercio con Francia.
Fundó el Teatro Lírico en 1881, en la zona de la esquina de la calle de Mallorca con el Paseo de Gracia, dentro del jardín de los Campos Elíseos. También fue presidente de la Casa de la Caridad.
Fue uno de los promotores de la Exposición Universal de Barcelona de 1888. Arnús, que se encontraba en uno de los momentos más álgidos de prestigio, acogió en la Torre Arnús de Badalona a la reina regente María Cristina de Austria y al joven rey Alfonso XIII, que visitaron Barcelona con motivo de la exposición. Un año antes, Arnús redecoró toda la casa para recibir con las mejores galas a la familia real. Se ha afirmado que la regente y el rey se hospedaron durante dos días, pero de hecho, y de acuerdo con la prensa del momento, no  pernoctaron.
En vida de Arnús, la villa de Badalona lo nombró hijo adoptivo de la población en 1884, por las obras de filantropía que había llevado a cabo en la localidad, y también su mujer Balbina fue nombrada hija adoptiva en 1889. Después del nombramiento como hijo adoptivo, el 26 de octubre de 1887, aprovechando que era el día de su onomástica, el consistorio aprobó el cambio de nombre de la antigua calle del Pilar por el de Arnús, lugar donde se había fundado el asilo de San Andrés, patrocinado por el banquero.
En Barcelona también tiene una calle dedicada, en el Distrito de Las Corts, desde el 5 de septiembre de 1907.

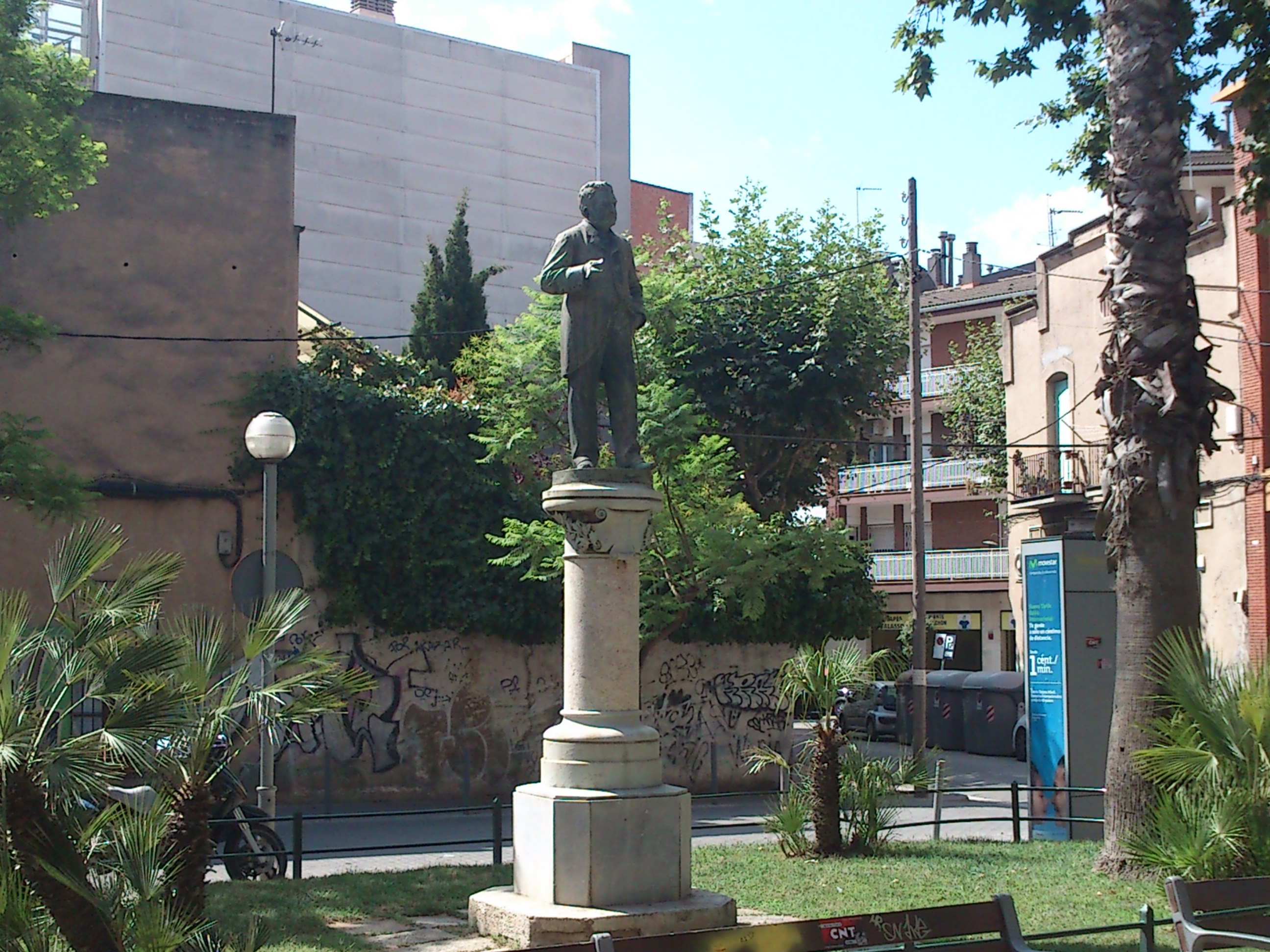
Monumento a Evaristo Arnús en la plaza Dr. Niubó, en Badalona, obra de Pere Carbonell.

Cinco años después de su muerte, el Ayuntamiento de Badalona erigió una estatua, obra del escultor Torquat Tasso y Nadal, en su memoria en la Plaza de la Villa, junto a la casa consistorial. El monumento fue inaugurado el 11 de mayo de 1895, durante la fiesta de San Anastasio, y se convirtió en uno de los elementos más característicos de la plaza. Aun así, fue desmontado durante la Guerra Civil debido a la construcción de un refugio antiaéreo. Acabada la guerra, en 1942, Gonzalo Arnús y Pallós, nieto de Evaristo, donó a la ciudad una escultura de bronce de su abuelo, obra de Pere Carbonell, que había estado originalmente en la sede de la Banca Arnús. Colocada inicialmente en la plaza de la Villa, el 23 de mayo de 1943, el Ayuntamiento decidió trasladarla a la plaza del doctor Niubó, en el barrio de Casagemes, donde está ubicada en la actualidad. De la antigua escultura se encontraron restos del pedestal en 2004, que había sido trinchado para rellenar las paredes de unas casas de la calle de la Costa, en el barrio de Arriba de la Villa.
Se conservan otras obras dedicadas a Arnús: en el Parque de Ca l'Arnús de Badalona también se conserva un busto, y en la Biblioteca Museo Víctor Balaguer, de Villanueva y Geltrú, se conserva una retrato escultórico, obra de Venancio Vallmitjana.
Tiene dos calles dedicadas, una en el barrio de Las Corts de la ciudad de Barcelona y otra en el barrio del Centro de Badalona.
Del 8 al 29 de octubre de 2020, con motivo del bicentenario de su nacimiento, el Museo de Badalona le dedicó una exposición y una serie de conferencias alrededor de su figura y su relación con Badalona.